# Maindargi
Maindargi é uma cidade  no distrito de Solapur, no estado indiano de Maharashtra.

## Geografia
Maindargi está localizada a 17° 28′ N, 76° 18′ L. Tem uma altitude média de 473 metros (1551 pés).

## Demografia
Segundo o censo de 2001, Maindargi tinha uma população de 11,754 habitantes. Os indivíduos do sexo masculino constituem 51% da população e os do sexo feminino 49%. Maindargi tem uma taxa de literacia de 58%, inferior à média nacional de 59.5%: a literacia no sexo masculino é de 70% e no sexo feminino é de 46%. Em Maindargi, 15% da população está abaixo dos 6 anos de idade.